# The Voyeurs
The Voyeurs é um filme estadunidense de suspense erótico de 2021 escrito e dirigido por Michael Mohan. Filmado e ambientado em Montreal, é estrelado por Sydney Sweeney e Justice Smith como um jovem casal que espia e fica obcecado pela vida amorosa de seus vizinhos do outro lado da rua (Natasha Liu Bordizzo e Ben Hardy). Greg Gilreath e Adam Hendricks atuam como produtores sob sua produtora Divide/Conquer.
Foi lançado em 10 de setembro de 2021, pela Amazon Studios, no serviço de streaming Amazon Prime Video. Os críticos de cinema proporcionaram ao filme uma recepção mista, comparando-os desfavoravelmente aos seus antepassados no gênero thriller voyeurístico, como Rear Window (1954) e Body Double (1984).

## Sinopse
Pippa e Thomas se mudam para o apartamento dos sonhos, eles percebem que suas janelas dão para o apartamento oposto - convidando-os a testemunhar a relação volátil do atraente casal do outro lado da rua. Mas quando eles tentam interceder anonimamente em suas vidas, eles inadvertidamente colocam em movimento uma cadeia de eventos que os levará ao desastre.

## Elenco
- Sydney Sweeney como Pippa
- Justice Smith como Thomas
- Ben Hardy como Seb
- Natasha Liu Bordizzo como Julia
- Katharine King So como Ari
- Cameo Adele como Joni
- Jean Yoon como Dr. Sato

## Produção
Em setembro de 2019, foi anunciado que Michael Mohan iria dirigir o filme a partir de um roteiro que ele escreveu, com Greg Gilreath e Adam Hendricks servindo como produtores sob sua produtora Divide/Conquer e Amazon Studios distribuindo. Em novembro de 2019, Sydney Sweeney, Justice Smith, Natasha Liu Bordizzo e Ben Hardy se juntaram ao elenco do filme.
As gravações começaram em outubro de 2019 em Montreal, Quebec, Canadá.
A equipe de criação chave inclui o diretor de fotografia de longa data do Mohan, Elisha Christian, o designer de produção Adam Reamer, a figurinista Romy Itzigsohn e o editor Christian Masini.

## Lançamento
The Voyeurs foi lançado em 10 de setembro de 2021 no Amazon Prime Video.

## Recepção
No Rotten Tomatoes, The Voyeurs detém uma taxa de aprovação de 42% com base em 24 avaliações, com uma classificação média de 5.7/10. No Metacritic, o filme tem uma pontuação média ponderada de 54 de 100, com base em 9 críticos, indicando "críticas mistas ou médias".
Em uma crítica negativa para o Chicago Sun-Times, Richard Roeper descreveu The Voyeurs como uma "história lasciva e totalmente implausível que mantém nosso interesse por um tempo antes de voar do penhasco e cair em um abismo de reviravoltas assustadoras, ridículas e, em última análise, ridículas". Nick Schager, da Variety, também criticou o filme, que ele encontrou "jogadas como sobras refeitas preparadas para jovens espectadores que nunca viram nenhuma de suas inspirações superiores", como Rear Window de Hitchcock (1954). No San Francisco Chronicle, G. Allen Johnson sentiu que o roteiro de Michael Mohan era "prosaico" e comparou desfavoravelmente sua direção com a de David Lynch e Brian De Palma. "Suspeita-se que eles teriam um pouco mais de diversão e nos levariam mais fundo na toca do coelho moral", explicou Johnson, "E o sexo teria sido melhor também."
Por outro lado, Charles Bramesco gostou mais de The Voyeurs. Em uma crítica de quatro em cinco estrelas para o The Guardian, ele descobriu que o filme era "o negócio real, um coquetel ideal de engraçado, diabólico e pervertido", e uma atualização oportuna de Rear Window. "Por fim, uma homenagem que ousa perguntar", brincou Bramesco, "e se Grace Kelly tivesse sido capaz de dar a Jimmy Stewart em cadeira de rodas uma punheta na primeira vez que os dois viram seus vizinhos do outro lado do caminho?"